# 布氏鈍塘鱧
布氏鈍塘鱧，为輻鰭魚綱鱸形目鰕虎亞目鰕虎魚科的其中一種，分布於西太平洋的台灣及澎湖群島海域，棲息深度12-19公尺，體長可達5.8公分，可做為食用魚。

## 扩展阅读
維基物種上的相關：布氏鈍塘鱧